# Myrmicini
Myrmicini (лат.) — триба из семейства муравьёв в составе подсемейства Myrmicinae.

## Описание
Мелкие муравьи (длина около 4—5 мм). Наиболее генерализованные представители подсемейства Мирмицины. Усики рабочих и самок из 11—12 члеников с 3—5-члениковой булавой (у самцов усики из 13 члеников). Распространение всесвестное.

## Сходные названия
Название этой трибы муравьёв близко по написанию с родственной трибой Myrmecinini (также из подсемейства Myrmicinae) и с неродственной трибой Myrmeciini, которая относится к подсемейству муравьёв-бульдогов Myrmeciinae. При этом типовыми родами этих триб являются следующие рода:
Myrmica для Myrmicini

Myrmecia для Myrmeciini

Myrmecina для Myrmecinini

## Классификация
Ранее в трибе выделяли 8 морфологически неспециализированных родов. По данным молекулярно-генетических исследований монофилия трибы была подвергнута сомнению,что в итоге привело к её разделению. В 2014 году в ходе молекулярно-филогенетического исследования и полной реклассификации всех мирмицин (Ward et al., 2014) было оставлено только 6 триб с изменённым составом. С тех пор триба Myrmicini принимается в узком составе и включает только 2 современных рода (Manica и Myrmica) и 2 ископаемых, а другие роды выделены в другие трибы, например, роды Hylomyrma и Pogonomyrmex выделены в трибу Pogonomyrmecini, а роды Eutetramorium, Huberia и Secostruma — в трибу Crematogastrini.
Классификация после 2014 года
- Myrmicini Lepeletier de Saint-Fargeau, 1835
  - Manica Jurine, 1807
  - Myrmica Latreille, 1804
  - †Plesiomyrmex Dlussky & Radchenko, 2009
  - †Protomyrmica Dlussky & Radchenko, 2009
- Pogonomyrmecini Ward, Brady, Fisher & Schultz, 2014
  - Hylomyrma Forel, 1912
  - Pogonomyrmex Mayr, 1868

Старая классификация (до 2014 года)
- Myrmicini
  - Eutetramorium
  - Huberia
  - Hylomyrma
  - Manica (например, Manica rubida)
  - Myrmica (например, Myrmica rubra)
  - † Nothomyrmica
  - Pogonomyrmex
  - Secostruma

### Фронтальный вид головы

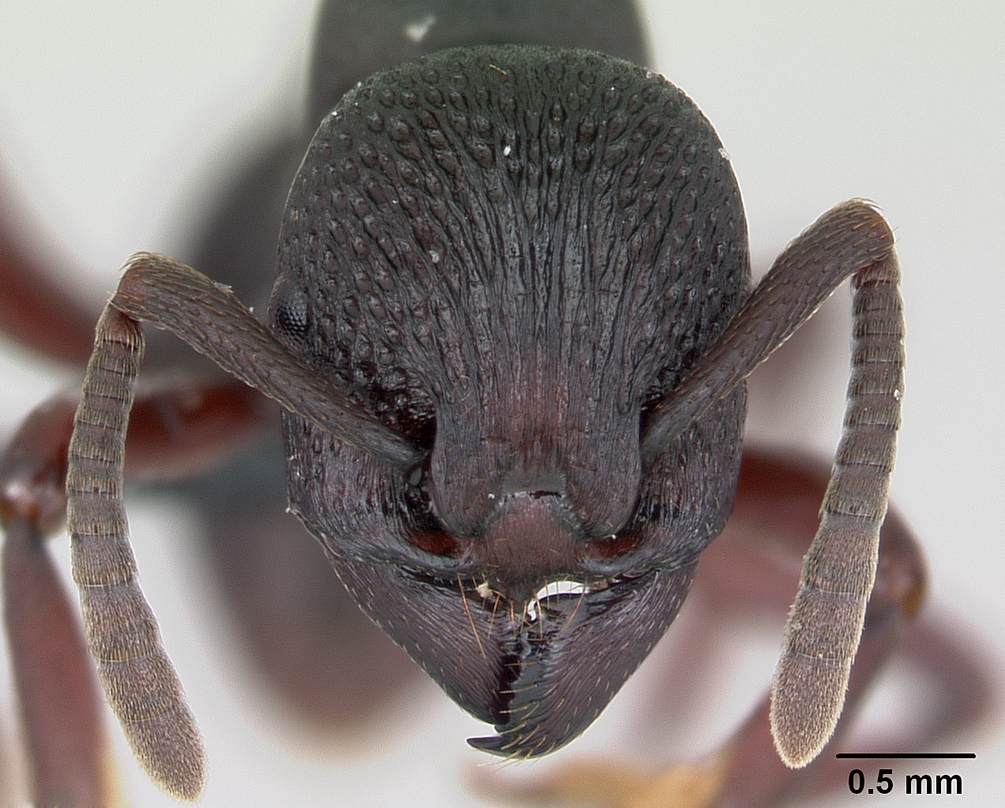
Eutetramorium
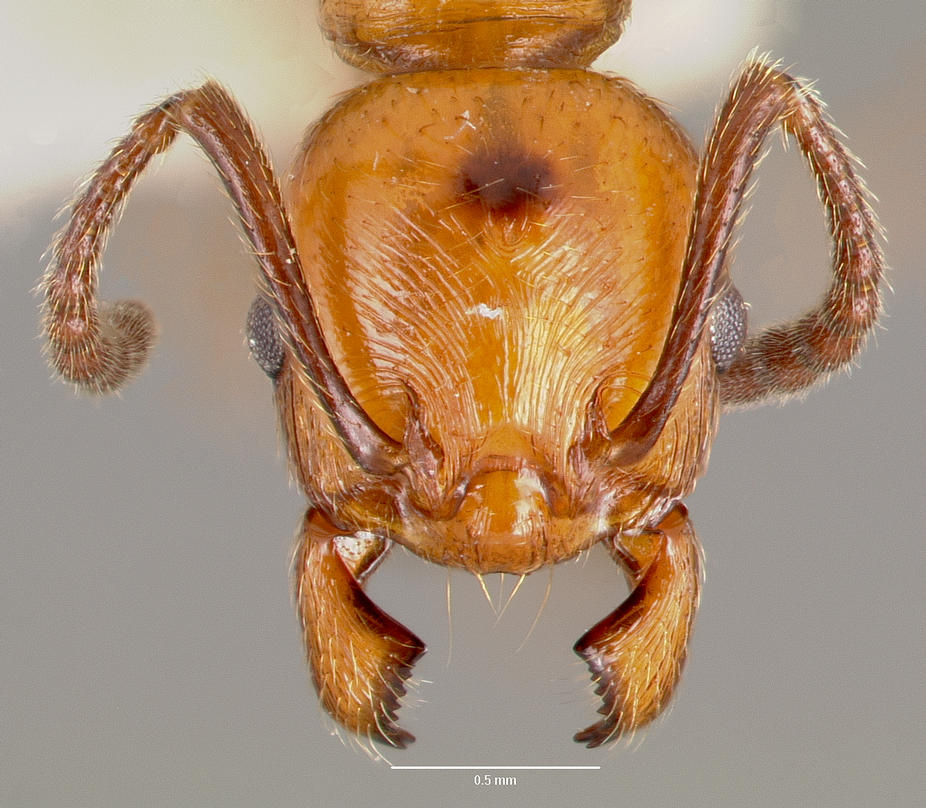
Huberia
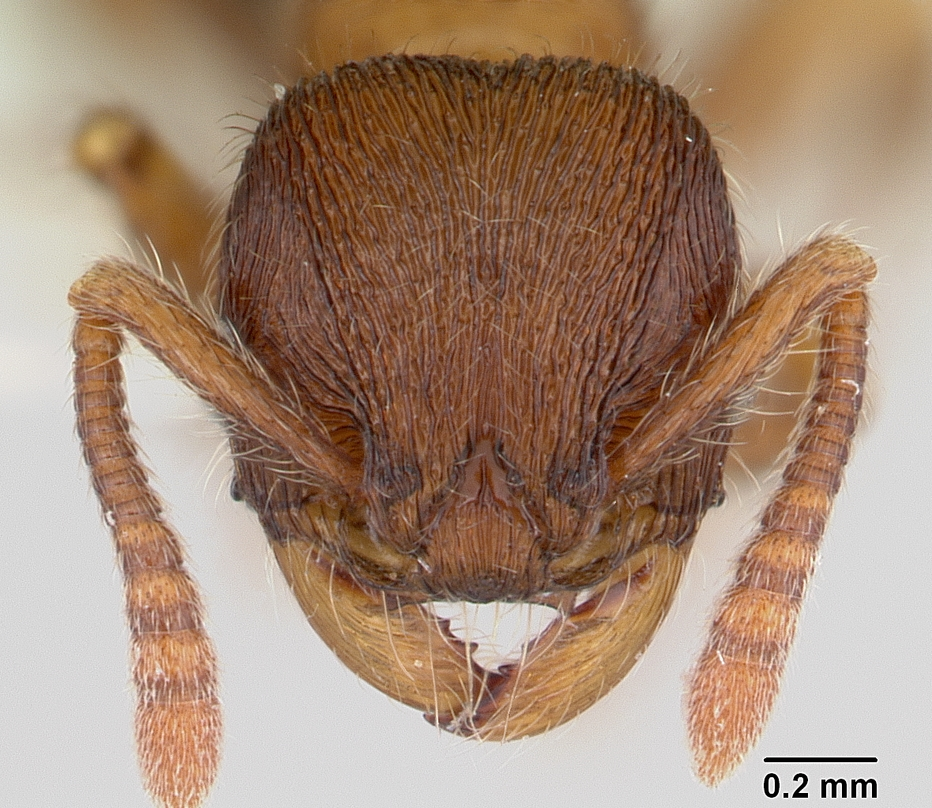
Hylomyrma
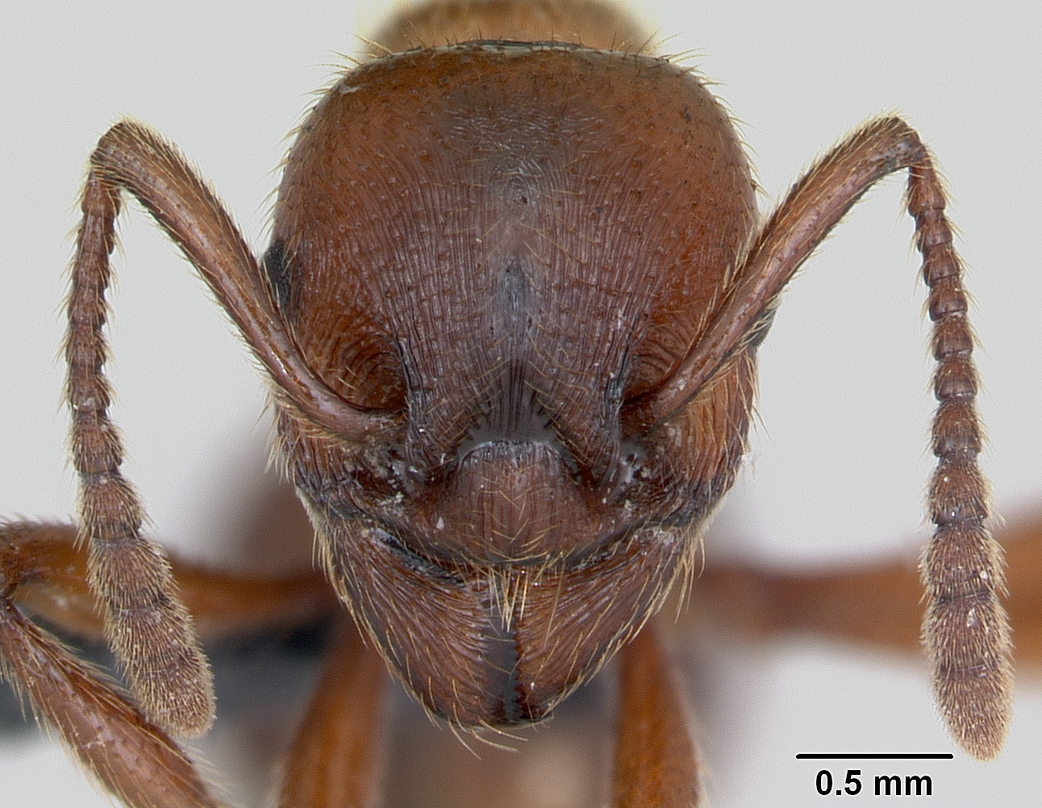
Manica
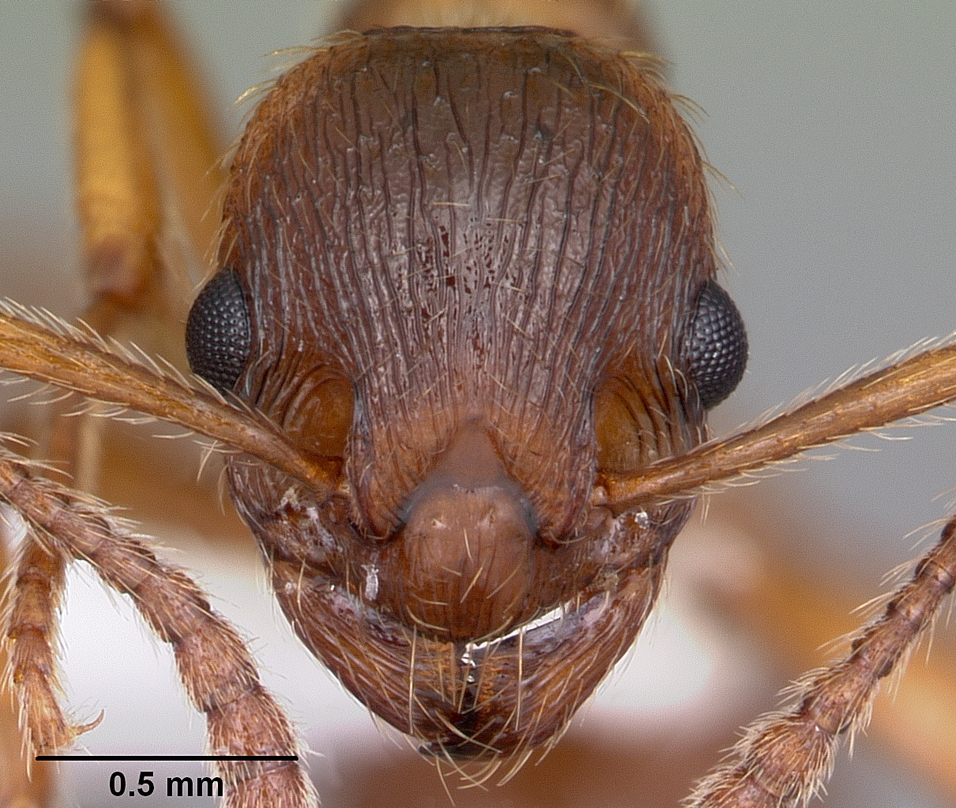
Myrmica
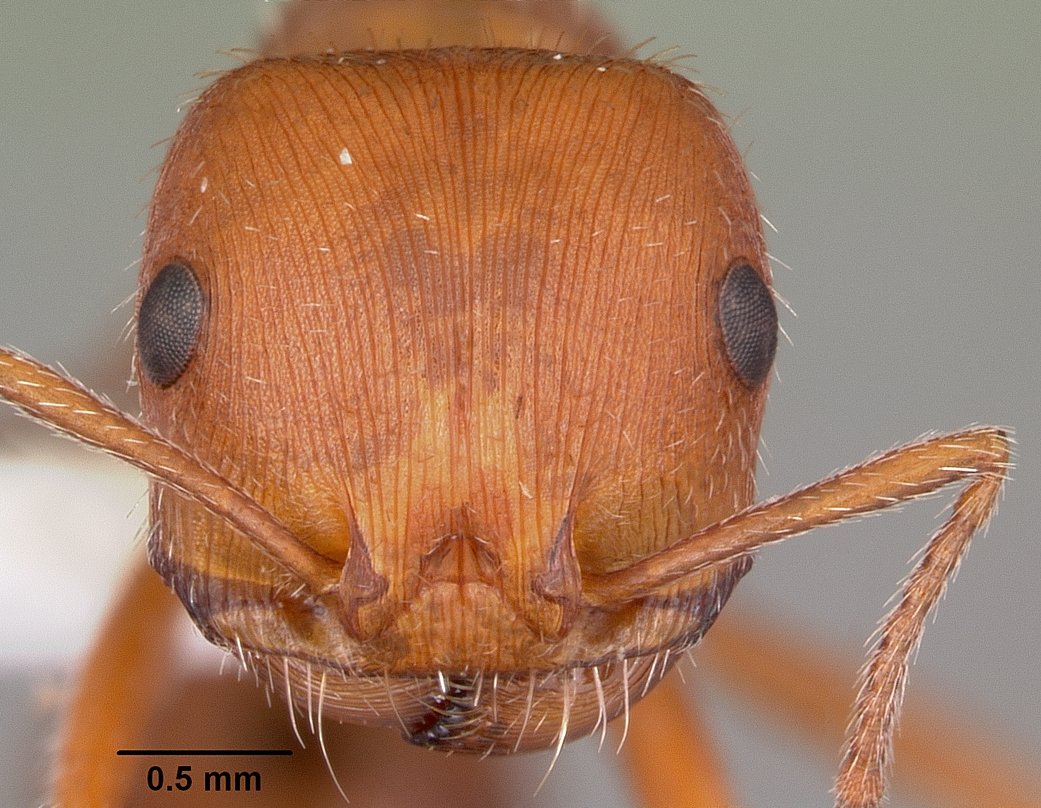
Pogonomyrmex
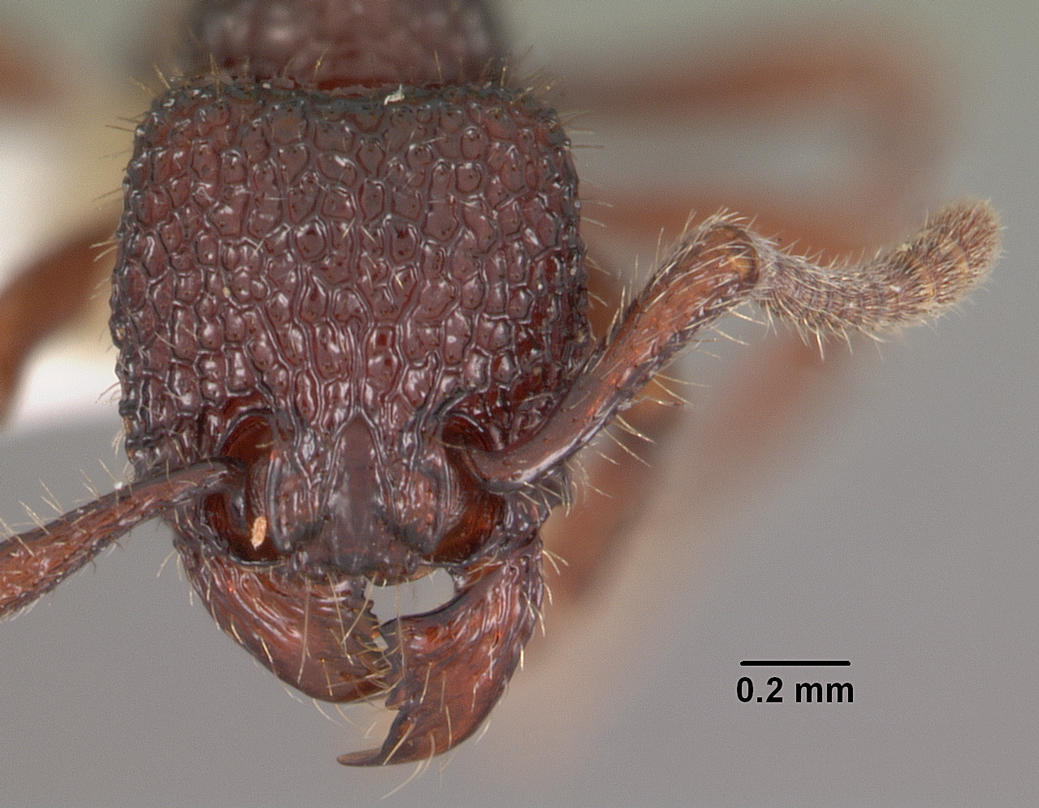
Secostruma

### Вид в профиль

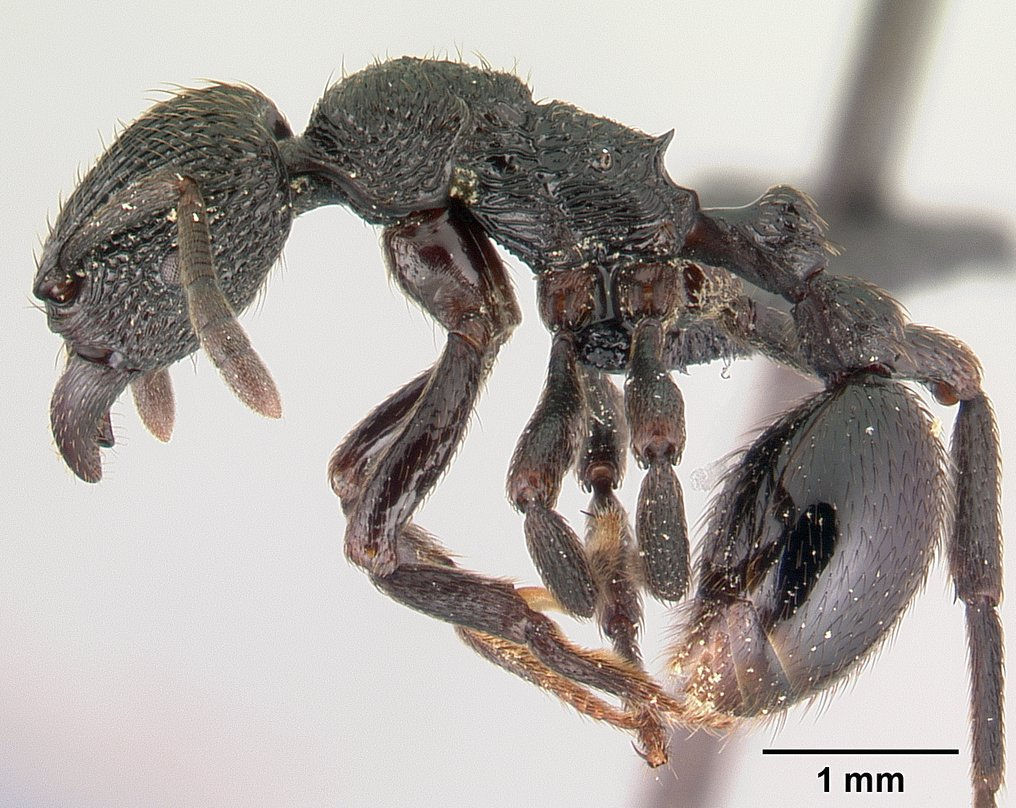
Eutetramorium
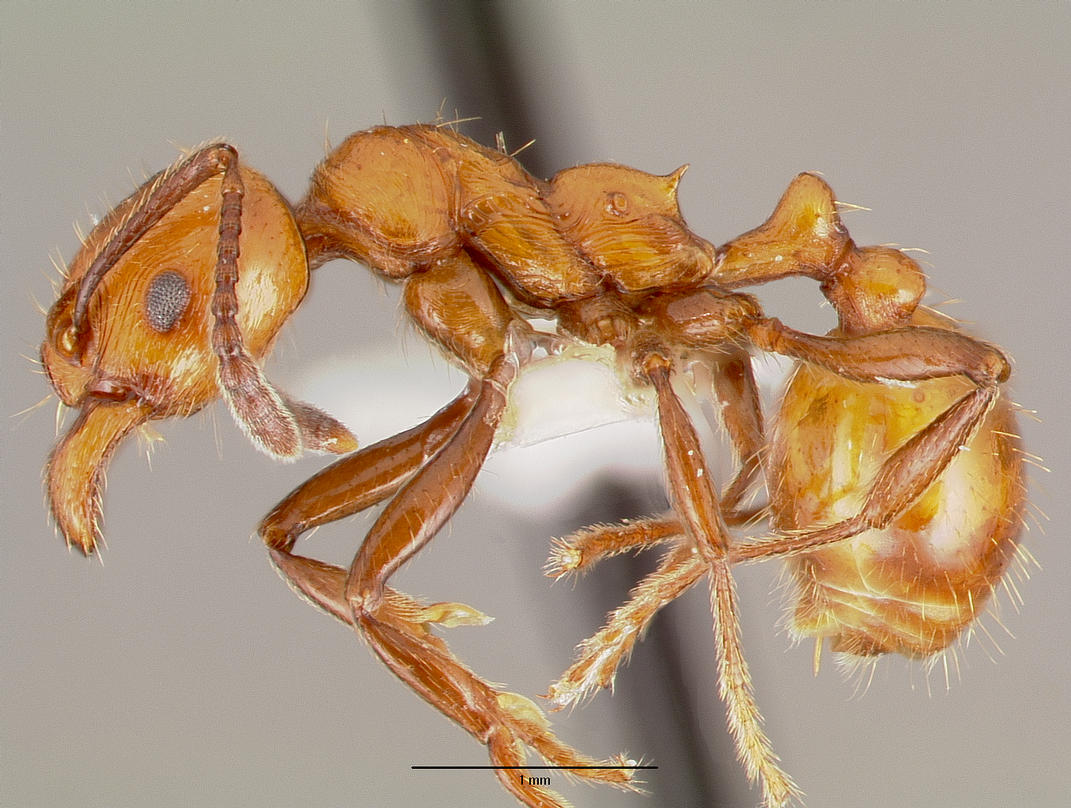
Huberia
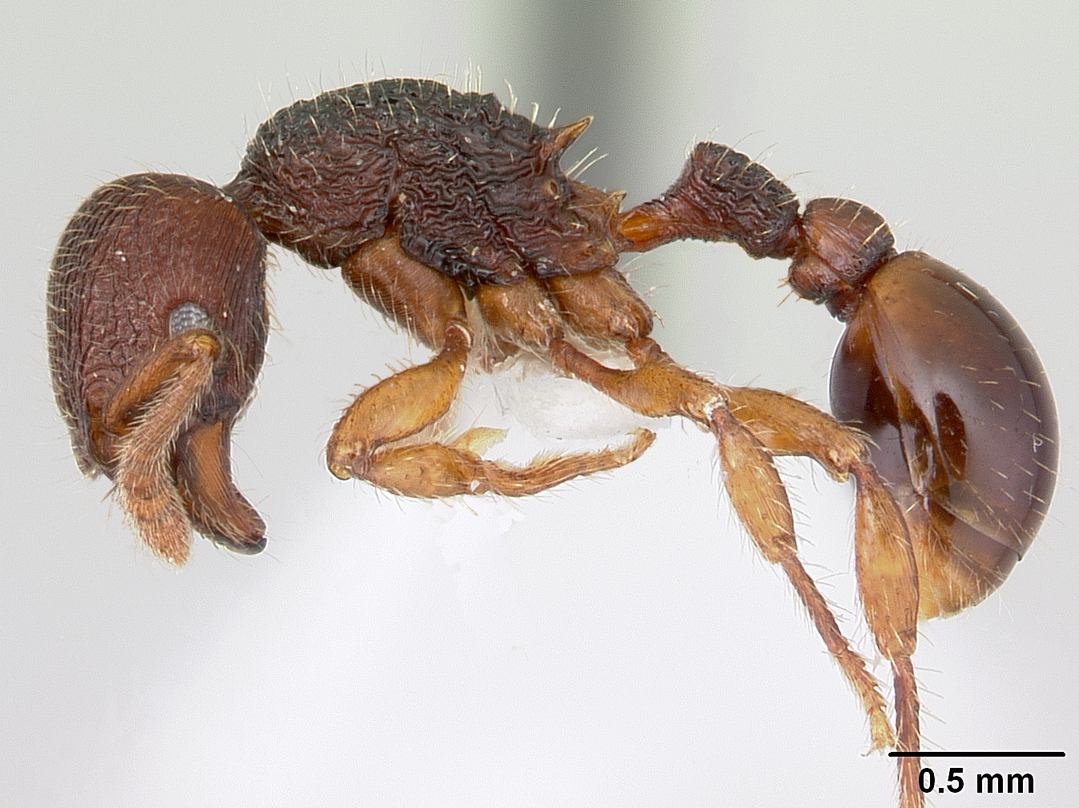
Hylomyrma
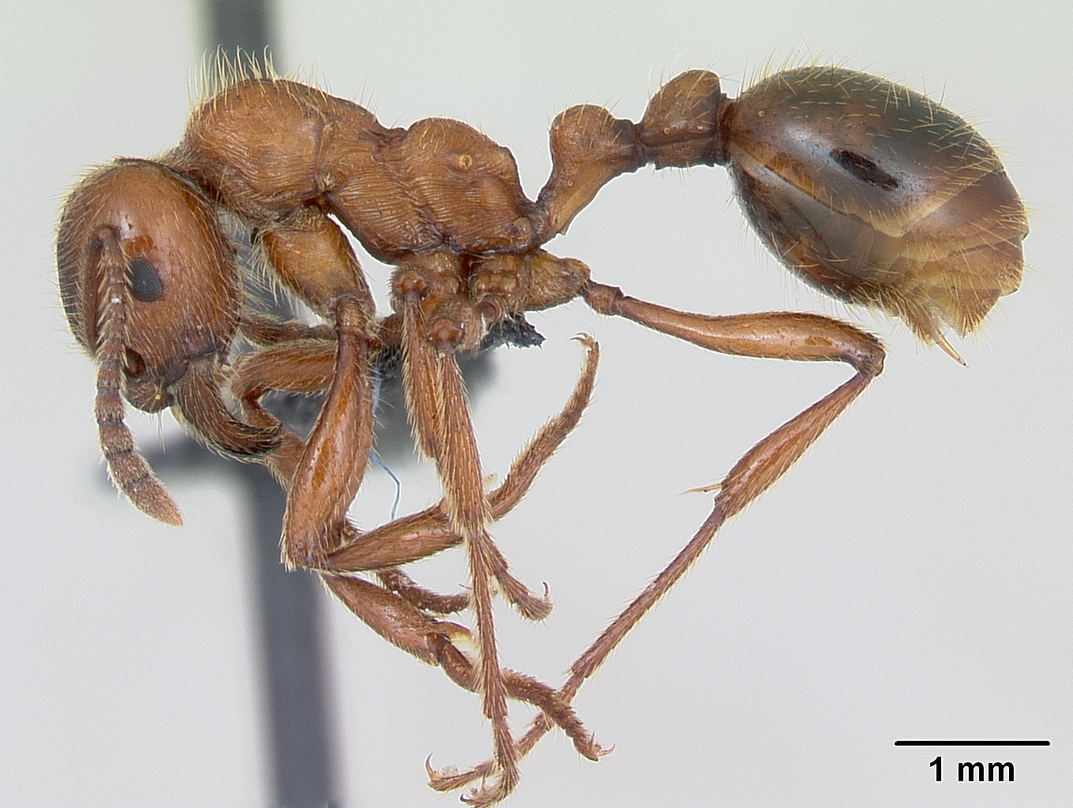
Manica
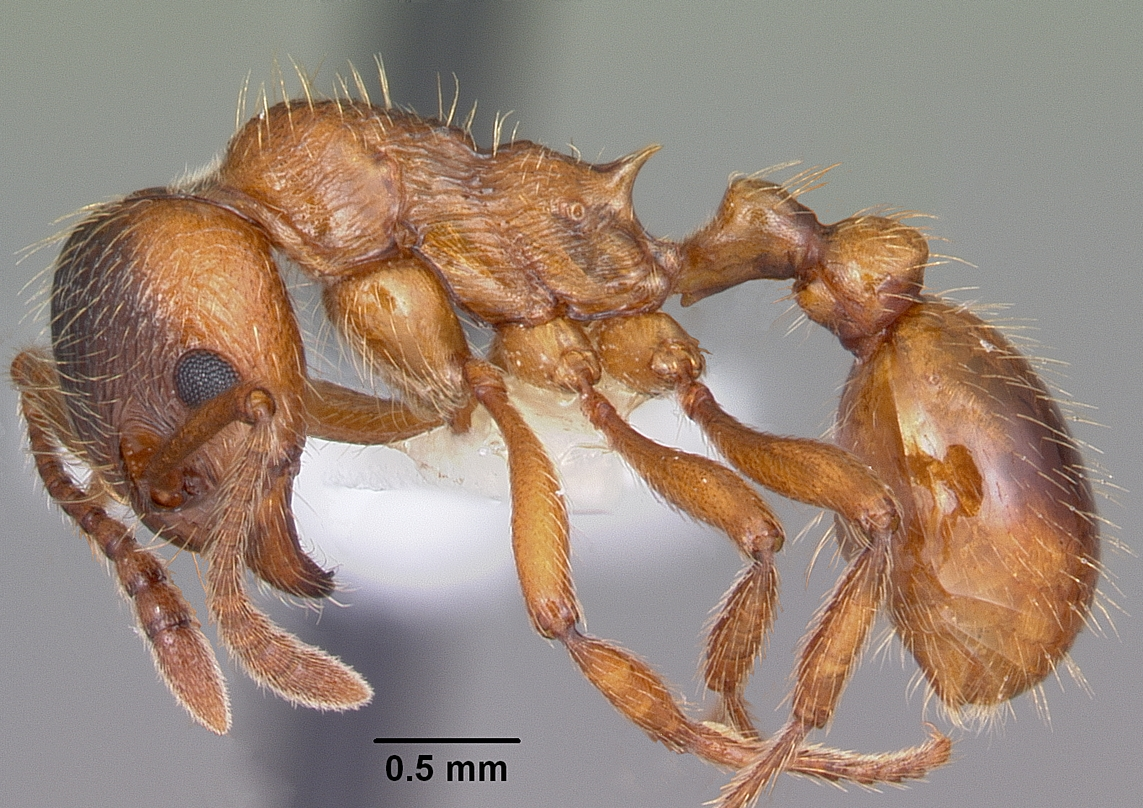
Myrmica
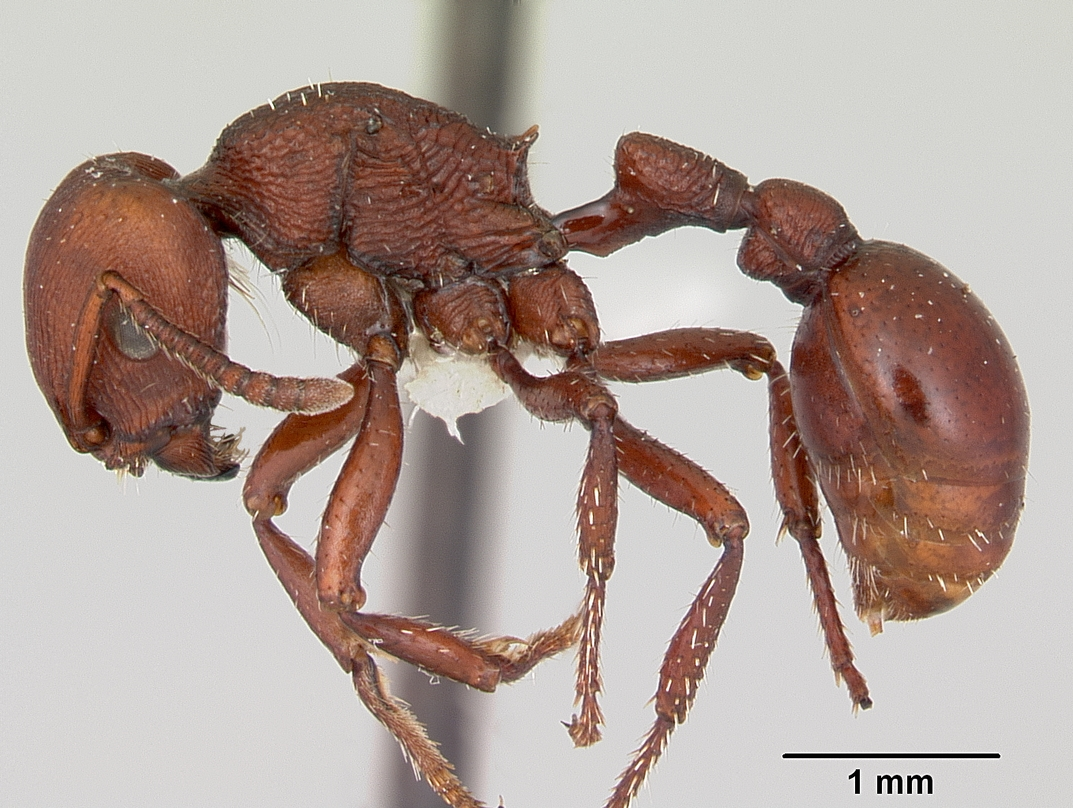
Pogonomyrmex
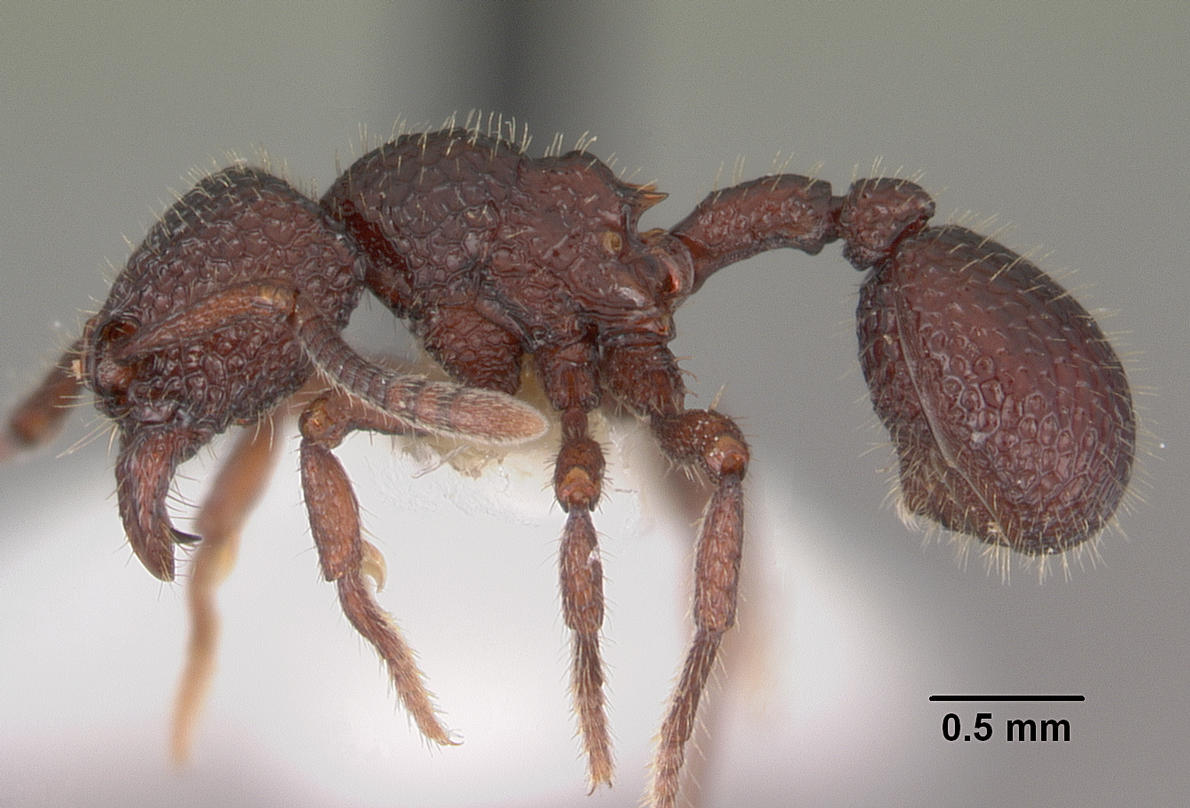
Secostruma